# Santa Olalla del Cala
Santa Olalla del Cala es un municipio y localidad española de la provincia de Huelva, en la comunidad autónoma de Andalucía. Cuenta con una población de 2061 habitantes (INE 2024). Su extensión superficial es de 204 km² y tiene una densidad de 10,67 hab./km².

## Geografía
Integrado en la comarca de Sierra de Huelva, se sitúa a 119 kilómetros de la capital provincial y a 73 kilómetros de Sevilla. El término municipal está atravesado por la Autovía Ruta de la Plata (A-66) y por la carretera nacional N-630, entre los pK 739 y 757, por las carreteras autonómicas A-434, que conecta con Cala, y A-461, que se dirige hacia Zufre, y por carreteras locales que permiten la comunicación con El Real de la Jara y Almadén de la Plata. 
| Noroeste: Cala  | Norte: Cala y Monesterio (Badajoz) | Nordeste: El Real de la Jara (Sevilla)                             |
| Oeste: Zufre    |                                    | Este: El Real de la Jara (Sevilla) y Almadén de la Plata (Sevilla) |
| Suroeste: Zufre | Sur: El Ronquillo (Sevilla)        | Sureste: Almadén de la Plata (Sevilla)                             |

El relieve del municipio es accidentado al encontrarse en la vertiente meridional de Sierra Morena, concretamente en la parte oriental de la sierra de Aracena, formando parte del mismo Parque Natural en el que se incluye. El curso fluvial más destacado es la Rivera de Cala, que hace de límite con la provincia de Badajoz y con la provincia de Sevilla antes de desembocar en la Rivera de Huelva. Numerosos arroyos forman también valles más pequeños entre las montañas. La altitud oscila entre los 793 metros (Alto del Viso) y los 300 metros al sur, a orillas de la Rivera de Cala. El pueblo se alza a 539 metros sobre el nivel del mar. 

## Historia
Situada en la estribaciones de Sierra Morena, en la sierra de Aracena, camino de paso en la Ruta de la Plata, frontera de Andalucía con Extremadura, la antigüedad de Santa Olalla, aún no ha podido precisarse. No puede precisarse una fecha de fundación ni cuando se produjo el establecimiento de los primeros pobladores.
La posición estratégica de Santa Olalla en el tránsito de metales extraídos de los importantes enclaves mineros de Almadén de la Plata, Minas de Riotinto, o "La Papúa" o "El Tratejón" en Zufre, hace imaginar los orígenes de la presencia del hombre en esta localidad, en la Edad de Bronce, en el III milenio a. C. Este intercambio comercial sentaría la base de la conocida Ruta de la Plata, que alcanzaría su máximo esplendor en la época romana.
Llamada Ponciana en tiempos de los romanos, según la leyenda popular, su nombre actual le viene de la transcripción gallega o astur-leonesa del nombre de la patrona del pueblo, Santa Eulalia de Mérida, de la cual dice la leyenda popular que nació en esta villa y desde esta partió a su martirio en Mérida, dónde fue quemada viva en el siglo III de nuestra era (Recordemos que en 1230, las tropas del rey Alfonso IX de León, reconquistarán Mérida con lo cual se recupera una plaza importante y lugar de martirio de la Santa). Posteriormente pasó a llamarse Santa Olalla de la Sierra, y Santa Olalla del Carril, hasta llegar al topónimo actual de Santa Olalla del Cala (1920) en honor al río Cala, afluente del Huelva, que baña sus tierras. Son varias las poblaciones en la actual provincia de León que llevan el mismo nombre, aunque escrito con "jota", que bien podría pronunciarse "Olaia", tales como Santa Olaja de la Varga, Santa Olaja de la Ribera, Santa Olaja del Porma, Santa Olaja de Eslonza, Santa Olaja de la Acción. Como se ve santa Eulalia era una figura importante en el Reino de León.
Comparten así, sus habitantes el gentilicio de santaolalleros u olalleros con el de poncianos.
La historia de Santa Olalla comienza en el siglo XIII, tras la conquista de Sevilla por el rey Fernando III el Santo en 1248. La anterior historia no es sino prehistoria al carecer desgraciadamente de documentación escrita. La reconquista cristiana de la sierra se llevó a cabo a mediados del siglo XIII, a manos de Sancho II de Portugal, con el apoyo de órdenes militares. Fernando III el Santo avanza con tropas por el margen derecho del Guadalquivir, con la intención de reconquistar unos territorios que consideraba parte integrante de la corona de Castilla, y colisiona con el ejército portugués. Después de numerosas luchas se proclama una Paz Oficial, y se firman el Tratado de Badajoz en 1267 y el de Alcañices en 1297, por los que los terrenos conquistados al Este del Guadiana pasaron a depender del Concejo de Sevilla. Pero los enfrentamientos fronterizos continuaron entre ambos reinos, así que para frenar la continua amenaza portuguesa, se creó una línea defensiva denominada la Banda Gallega, con pobladores del Reino de León (principalmente de las actuales provincias León, Zamora, Salamanca, Asturias y también Galicia), al igual que otras poblaciones de la sierra de Aracena como pueden ser Cortegana, Almonaster o Fuente Heridos. Hay que recordar que el Reino de León era limítrofe con el de Sevilla y hasta la división provincial de 1833 llegaba hasta la actual provincia de Badajoz y algunas poblaciones de las actuales provincias de Huelva o Sevilla. Los castellanos solían referirse a las gentes del Reino de León como "gallegos" ya que las distintas lenguas que se usaban en este reino (gallego y lenguas astur-leonesas) les sonaban igual, de ahí el denominar Banda Gallega a la línea defensiva de castillos limítrofes con Portugal en estas sierras.
Esta línea se basó en la existencia de una serie de fortificaciones intercomunicadas visualmente mediante señales con antorchas. Y así fue como Sancho IV el Bravo, a petición de las autoridades hispalenses, concede el privilegio a varios pueblos de la sierra para la construcción de fortalezas, que resguardaron y frenaron los continuos ataques del país vecino. Se construyeron el Castillo de Santa Olalla, junto con el de Cumbres Mayores, Fregenal de la Sierra y la reconstrucción del de Aroche. La existencia de estas fortificaciones contribuyó a la concentración de la escasa población y favoreció el afianzamiento de otros núcleos al amparo y refugio de edificaciones militares, como fue el caso de Santa Olalla.
El castillo fortaleza, una iglesia parroquial y una sinagoga judía, son las referencias de la existencia medieval de la villa de Santa Olalla.
En 1594 Santa Olalla formaba parte del  reino de Sevilla en la sierra de Aroche y contaba con 366 vecinos pecheros.
La noche del 1 al 2 de febrero de 1729 tuvo el honor Santa Olalla, de contar con la presencia de Felipe V y su esposa Isabel de Farnesio, quienes provenientes de Badajoz durmieron en la villa. El arzobispo de Sevilla, D. Luis Salcedo y Azcona, se acercó a Santa Olalla para rendir pleitesía a los reyes, al pisar el primer pueblo de su diócesis. Inmediatamente después de su estancia, Felipe V se dirigió a Sevilla, dónde plantó su corte por un periodo de cuatro años.
A comienzos del siglo XIX, durante la invasión francesa, Santa Olalla se constituyó en Cuartel General de la Zona de la Infantería de Marina convirtiéndose en el centro de la actividad bélica de la sierra. Aún quedan vestigios de las baterías emplazadas en la lucha con los invasores y en recuerdo de una de las batallas queda el nombre de un cercano cerro, el de Las Baterías. En recuerdo de esta gesta se levantó un monumento a la marina española consistente en un enorme ancla. Así se despeja la sorpresa de los viajeros que al atravesar el pueblo en la ruta Sevilla-Gijón o Ruta de la Plata se encuentran con este curioso monumento marino en plena sierra de Aracena; de todo ello existen multitud de datos en el archivo parroquial.
Fue a finales de este siglo cuando la villa de Santa Olalla se instauró como pueblo de la provincia de Huelva. Una línea norte-sur, exceptuando El Madroño (libre de El Castillo de las Guardas), parece que sirvió de guía para la delimitación del Este onubense. Quedaban, así, fragmentadas las Sierras de ambas, entre Santa Olalla y Real de la Jara, el Campo de Tejada, respecto del Aljarafe, y, al sur, el Coto de Doñana. Para ese trazado artificial en buena parte de su recorrido y para que el contorno provincial fuese menos irregular restaba el amplio sector de El Ronquillo, aldea de Santa Olalla del cala , estratégico para Sevilla. El Real Decreto de 1833, durante la regencia de María Cristina, termina por asentar, no sin alteraciones, el proceso iniciado en 1821. Es el punto de partida que finaliza con la formación de la provincia de Huelva como consta en la proclamación oficial.
Hasta la reforma de la nomenclatura municipal de 1916 el municipio se llamaba simplemente Santa Olalla. En dicha fecha su nombre fue modificado por el de Santa Olalla del Cala.
Acontecimiento importante en el avance de la sociedad santaolallera del siglo XX fue la construcción de la estación del ferrocarril, perteneciente a un ramal del ferrocarril de Minas de Cala que enlazaba con el denominado Coto Teuler. La línea férrea se mantuvo en servicio entre 1905 y 1955. De la estación de Santa Olalla del Cal hoy en día apenas se conservan algunas naves casi destruidas.

## Demografía
Santa Olalla del Cala cuenta con una población de 2061 habitantes (INE 2024).
| Gráfica de evolución demográfica de Santa Olalla del Cala entre 1842 y 2021                                         |
| |
| Población de derecho según los censos de población del INE Población de hecho según los censos de población del INE |

| 2285                      | 2278 | 2297 | 2244 | 2203 | 2192 | 2173 | 2176 | 2143 | 2142 | 2177 | 2028 |
| (Fuente: INE [Consultar]) |      |      |      |      |      |      |      |      |      |      |      |

## Economía

### Evolución de la deuda viva municipal
| Gráfica de evolución de Deuda viva del Ayuntamiento de Santa Olalla del Cala entre 2008 y 2021                                |
| |
| Deuda viva del Ayuntamiento de Santa Olalla del Cala en miles de Euros según datos del Ministerio de Hacienda y Ad. Públicas. |

## Fiestas locales
La romería de Santa Eulalia Virgen y Mártir (Eulalia de Mérida), patrona de la villa, se celebra el segundo domingo de mayo. La primera romería se celebró el domingo 3 de mayo de 1970. El camino comienza a las ocho de la mañana en la calle Iglesias, desde donde las carrozas parten con la patrona hasta la ermita situada en la orilla onubense de la rivera del Cala, a cinco kilómetros de la localidad y a la que se llega por un camino (GR48) a través de una dehesa de impresionante belleza,  rodeados de encinas centenarias, alcornoques y formaciones graníticas típicas de la zona. 

## Monumentos

### Monumentos Patrimonio Histórico Español
- Castillo de Santa Olalla del Cala

### Monumentos naturales
- Encina de la Dehesa de San Francisco